# مسعدة (المخادر)

تعديل مصدري - تعديل

مسعدة محلة تابعة لقرية الهوب، التابعة لعزلة بني سرحة بمديرية المخادر إحدى مديريات محافظة إب في الجمهورية اليمنية، بلغ تعداد سكانها 97 حسب تعداد اليمن لعام 2004.